# دژونکوو
دژونکوو (به لهستانی:  Drzonków) یک روستا در لهستان است که در گمینا ژلونا گورا واقع شده‌است. دژونکوو ۱٬۴۸۴ نفر جمعیت دارد.